# Wetsens
Wetsens ist ein kleines Dorf in der Gemeinde Noardeast-Fryslân in der niederländischen Provinz Friesland. Es befindet sich nordöstlich von Dokkum und hat 55 Einwohner (Stand: 1. Januar 2024).
Wetsens ist auf einer Warft entstanden, auf der auch die romanische Dorfkirche aus dem 12. Jahrhundert zu finden ist. Sie ist Veit geweiht und nur noch die Nordmauer besteht aus den ursprünglich verwendeten Tuffsteinen. Außerdem gibt es in Wetsens noch den kleinen See Jaerlagat.